# Now Is the Hour (Charlie-Haden-Album)
Now Is the Hour ist ein Jazzalbum von Charlie Haden und seinem Quartet West, das vom 18. bis 20. Juli 1995 in Frankreich aufgenommen und bei Verve im darauffolgenden Jahr veröffentlicht wurde.

## Hintergrund
Charlie Haden und sein Quartet West spielen eine Art „Jazz noir“, der von den Filmen der 1940er Jahre (Film noir) inspiriert wird. Das Cover zeigt entsprechend eine Fotografie von den Feiern am Ende des Zweiten Weltkriegs. Damit folgten Haden und das Quartet West dem schon auf Always Say Goodbye gesetzten Weg. Haden setzte bei sieben der zwölf Kompositionen auf Streicherarrangements von Alan Broadbent, die den Hintergrund für die Interaktion des Quartetts bilden, vor allem für Ernie Watts Tenorsaxophonspiel. Neben drei Eigenkompositionen nahm Haden Standards und Bop-Klassiker auf.

## Rezeption
Tim Sheridan vergab bei Allmusic vier von fünf Sternen und schrieb über das Album:

“Seldom does modern music so perfectly evoke a time and place in history as this terrific band. Fans of Haden’s Liberation Music Orchestra will find the simple accessibility either surprising or disappointing, but fans of classic, romantic jazz will find joy.”

„Selten hat moderne Musik so perfekt eine Zeit und einen Ort in der Geschichte heraufbeschworen wie diese großartige Band. Fans von Hadens Liberation Music Orchestra werden die einfache Zugänglichkeit entweder überraschend oder enttäuschend finden, aber Fans des klassischen, romantischen Jazz werden Freude darin finden.“

Richard Cook und Brian Morton bewerteten das Album im Penguin Guide to Jazz mit drei (von vier) Sternen. Now Is the Hour sei das „Vintage-Produkt einer festgelegten Band, vielleicht ein wenig anonym und eine klare Ausrichtung vermissen lassend.“ Hadens Leistungen seien dabei so wenig herausragend, dass es eher eine Ernie-Watts-Gruppe unter einem Pseudonym sei. Zu den Höhepunkten zählen die Autoren Palo Alto, Marables’s Parable und das Titelstück.

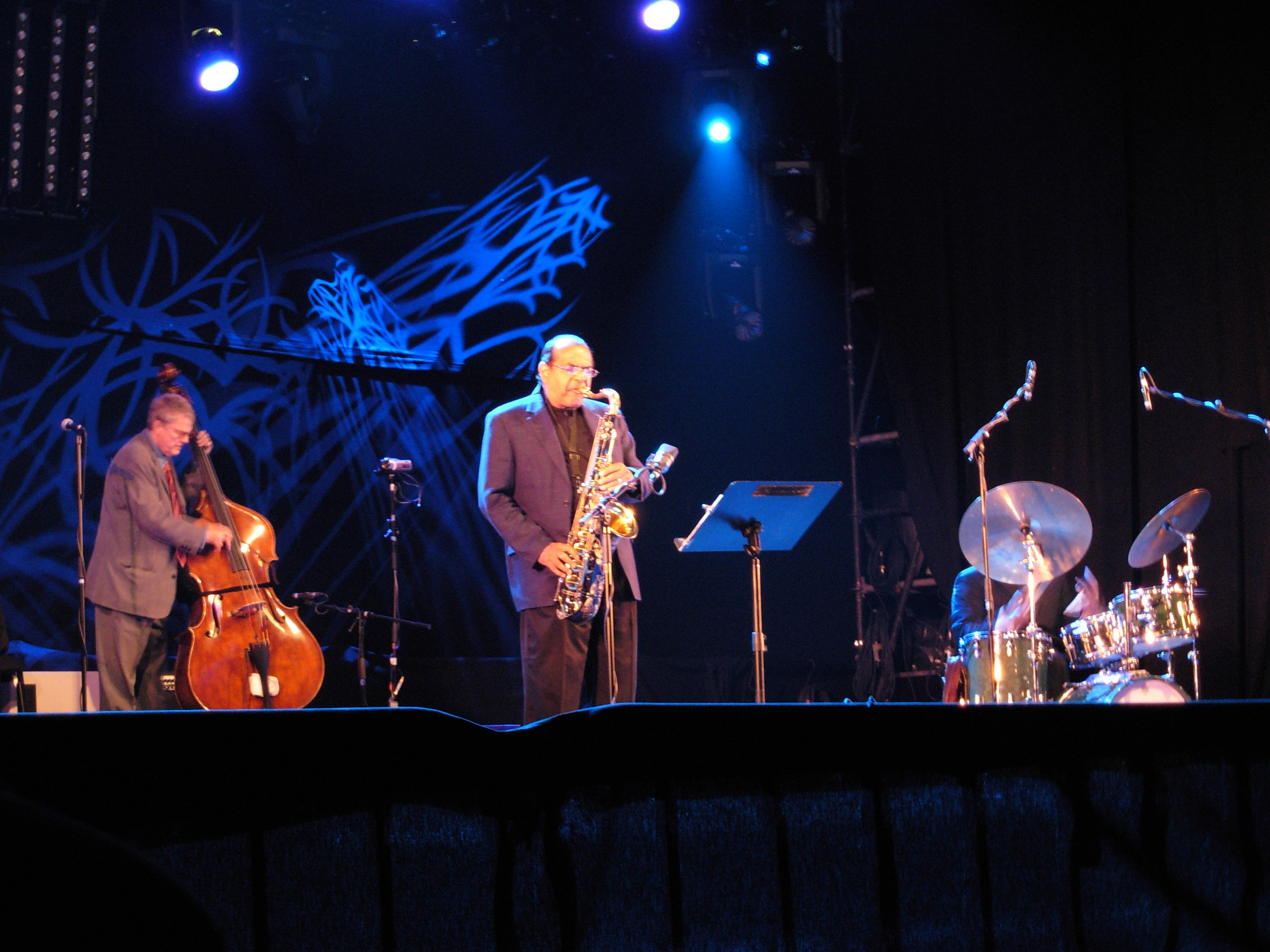
Charlie Haden Quartet West (2007)

## Titelliste
1. Here’s Looking at You – 6:11
2. The Left Hand of God (Victor Young) – 7:48
3. Requiem (Lennie Tristano) – 1:31
4. Back Home Blues (Charlie Parker) – 4:04
5. There in a Dream – 7:04
6. All Through the Night (Cole Porter) – 4:12
7. Detour Ahead (Lou Carter, Herb Ellis, John Freigo) – 6:04
8. Blue Pearl (Bud Powell) – 4:32
9. When Tomorrow Comes (Alan Broadbent) – 4:37
10. Palo Alto (Lee Konitz) – 4:54
11. Marables’s Parable – 3:30
12. Now Is the Hour (Maewa Kaihau, Clement Scott, Dorothy Stewart) – 4:58

Die Kompositionen stammen, sofern nicht anders vermerkt, von Charlie Haden